# Erebia charila
Erebia charila är en fjärilsart som beskrevs av Hans Fruhstorfer 1917. Erebia charila ingår i släktet Erebia och familjen praktfjärilar. Inga underarter finns listade i Catalogue of Life.